# Donát Bánki
Donát Bánki (Bakonybánk, Reino de Hungría, 6 de junio de 1859-Budapest 1 de agosto de 1922) fue un ingeniero mecánico húngaro, famoso por sus inventos en el campo de la automoción y la ingeniería hidráulica.
En 1893 inventó el carburador para un motor estacionario, junto a János Csonka (en el llamado motor Bánki-Csonka). De acuerdo a algunas fuentes, la idea se le ocurrió al ver a una florista durante un paseo de vuelta de la Universidad de Tecnología y Economía de Budapest. La joven rociaba unas flores de agua al soplar un espray desde su boca. Sin embargo, el invento se le suele atribuir al alemán Wilhelm Maybach, que patentó la idea medio año después del desarrollo de Bánki y Csonka. Se trató de un desarrollo clave para el desarrollo del automóvil, pues permitió mezclar de forma apropiada el combustible y el aire y garantizar una combustión adecuada. En 1898, Donát Bánki mejoró la idea con un carburador dual para un motor con alta relación de compresión, usando un método basado en la evaporación que se convirtió en el habitual desde entonces.
Bánki también trabajó en el diseño de compresores para motores de combustión.
También es inventor de una turbina de flujo transversal, a veces llamada turbina Bánki en su honor.